# Coniopteryx dorisae
Coniopteryx dorisae là một loài côn trùng trong họ Coniopterygidae thuộc bộ Neuroptera. Loài này được Monserrat miêu tả năm 1983.